# Phanoderma hawaiiense
Phanoderma hawaiiense is een rondwormensoort uit de familie van de Phanodermatidae. De wetenschappelijke naam van de soort is voor het eerst geldig gepubliceerd in 1951 door Allgén.